# Солонцы (Красноярский край)
Солонцы — посёлок в Емельяновском районе Красноярского края России. Административный центр Солонцовского сельсовета. Находится в пригородной зоне Красноярска.

## География
Расположен на берегу реки Качи.
Находится в центральной части края, в пределах подтаёжно-лесостепного района лесостепной зоны, на левом берегу реки Качи, по обеим сторонам Северного шоссе, в 2 километрах к северу от города Красноярска, областного центра.

### Климат
Климат характеризуется как континентальный, с продолжительной морозной зимой и коротким тёплым летом. Средняя температура воздуха самого тёплого месяца (июля) составляет 19 °C (абсолютный максимум — 38 °C); самого холодного (января) — −16 °C (абсолютный минимум — −53 °C). Продолжительность безморозного периода составляет в среднем 95 — 115 дней. Среднегодовое количество атмосферных осадков составляет 430—680 мм, из которых большая часть выпадает в летний период.

## Население
| 2010 |
| ---- |
| 3786 |

## Инфраструктура
В Солонцах находится крупный гипер-маркет «METRO Cash & Carry», в который ежедневно устремляются за покупками тысячи красноярцев. В жилой и промышленной зонах поселка располагается множество продуктовых, хозяйственных магазинов, розничных точек шаговой доступности. Имеются тренажерный зал, парикмахерские, кафе, службы доставки еды, магазины автозапчастей, АЗС, станции технического обслуживания.
На территории поселка находятся крупные оптово-розничные базы строительных и отделочных материалов, а также крупные базы строительной техники.
В поселке ведется строительство крупнейшего торгово-развлекательного центра в Красноярске, сроки сдачи которого отодвинулись из-за экономического кризиса, но строительные работы ведутся и по сей день.
В Солонцах находится небольшой автоцентр.
В посёлке находятся МБОУ Солонцовская СОШ им. генерала С. Б. Корякова и Солонцовская детская школа искусств.
В Солонцах имеется Дом культуры.
В посёлке на правом берегу Качи располагается регбийный стадион «Красный Яр», а также в центре посёлка находится хоккейная коробка.

## Достопримечательности, памятные места

### Русская православная церковь
При въезде в Солонцы, сразу после моста располагается Церковь Иконы Божией Матери «Нечаянная Радость» (1882 г.).

## Транспорт
Солонцы соединены с Красноярском автобусным маршрутом № 167 «Железнодорожный вокзал — Солонцы», а также автобусом «167в».